# دالیتا آوانسیان
دالیتا آرتین آوانسیان (ارمنی: Դալիթա Արթին Ավանեսյան؛ ۱۹ سپتامبر ۱۹۹۹) خواننده اهل ارمنستان است. وی از سال ۲۰۰۷ میلادی تاکنون مشغول فعالیت بوده‌است. وی در مسابقه آواز یوروویژن نوجوانان ۲۰۱۱ شرکت کرده بود.

## زندگی‌نامه
وی در ۱۹ سپتامبر ۱۹۹۹ در تهران به دنیا آمد .